# Myself (김건모의 음반)
《Myself》는 대한민국의 가수 김건모의 다섯 번째 음반이다.
《Myself》라는 부제가 붙은 이 음반에는 김광민, 김형석, 윤일상, 강세일 등의 뮤지션이 참가하고 있으며 직접 작곡 6곡, 편곡 8곡 등 총 14곡이 담겨있다.
타이틀곡은 〈뻐꾸기 둥지 위로 날아간 새〉이다.

## 수록곡
| #   | 제목                               | 작사           | 작곡           | 편곡 | 재생 시간 |
| --- | ---------------------------------- | -------------- | -------------- | ---- | --------- |
| 1.  | 〈Intro〉                          |                | 김건모         | 0:31 |           |
| 2.  | 〈Never, Never, Never〉            | 이승호         | 윤일상         | 3:45 |           |
| 3.  | 〈자유에 관하여......〉            | 이승호         | 윤일상         | 3:55 |           |
| 4.  | 〈뻐꾸기 둥지 위로 날아간 새〉     | 이승호         | 윤일상         | 3:24 |           |
| 5.  | 〈이빠진 동그라미〉                | 조경아         | 김건모         | 3:08 |           |
| 6.  | 〈당신만이 - Baby I Love You〉     | 이치현, 한경혜 | 이치현         | 5:25 |           |
| 7.  | 〈아침풍경〉                       | 조경아         | 김건모         | 3:47 |           |
| 8.  | 〈오늘처럼 이렇게〉 (Feat. 권진원) | 유기환         | 권진원         | 4:28 |           |
| 9.  | 〈이별없는 사랑〉                  | 한경혜, 강수빈 | 김건모         | 4:07 |           |
| 10. | 〈카멜레온〉                       | 조경아         | 정재윤         | 3:35 |           |
| 11. | 〈가지 않는 길〉                   | 김건모, 한경혜 | 김건모, 방시혁 | 3:27 |           |
| 12. | 〈사랑이 떠나가네〉                | 한경혜         | 김건모         | 4:22 |           |
| 13. | 〈작은 바램〉                      | 강수빈, 한경혜 | 김형석         | 3:58 |           |
| 14. | 〈Rainy Christmas〉                | 타블로         | 김건모         | 3:58 |           |
| 15. | 〈독백〉                           | 최준영         | 김광민         | 4:17 |           |